# Cantonul Villeréal
Cantonul Villeréal este un canton din arondismentul Villeneuve-sur-Lot, departamentul Lot-et-Garonne, regiunea Aquitania, Franța.

## Comune
- Bournel
- Dévillac
- Doudrac
- Mazières-Naresse
- Montaut
- Parranquet
- Rayet
- Rives
- Saint-Étienne-de-Villeréal
- Saint-Eutrope-de-Born
- Saint-Martin-de-Villeréal
- Tourliac
- Villeréal (reședință)